# Mauricio Frazer
Pour les articles homonymes, voir Frazer.
Mauricio Guillermo Frazer , né le 24 janvier 1984 à La Plata, est un coureur cycliste et dirigeant d'équipe argentin. Il est actuellement manager de l'équipe Start Vaxes.

## Biographie
Né à La Plata dans la province de Buenos Aires, Mauricio Frazer commence sa carrière en Argentine, à l'âge de 17 ou 18 ans. 
En 2007, il est notamment deuxième de la classique Mendoza-San Juan. En 2009, il effectue la majeure partie de la saison sous les couleurs d'une équipe mexicaine. Cette année-là, il obtient diverses places d'honneur au sprint : 5e d'étape sur le Tour du Táchira, 8e d'étape sur le Tour du Venezuela et la Volta de Campos, 9e d'une étape au Tour de Chihuahua.
En janvier 2010, il monte et lance sa propre équipe, Start Cycling Team, sous licence paraguayenne. Ce projet a pour objectif de permettre à de jeunes cyclistes paraguayens de concourir à l'international, voir, de manière plus générale, à développer le cyclisme latino-américain. Dotée d'un calendrier fourni, sa formation devient la première équipe argentine à participer à des épreuves du calendrier UCI en Europe. Au total, il court dans onze pays différents. En Pologne, il termine onzième et premier étranger du Szlakiem Walk Majora Hubala, au terme d'une course dominée par CCC Polsat Polkowice. En Amérique du Sud, il se classe 6e d'étape au Tour de l'intérieur de São Paulo, 8e d'étape au Tour de Gravataí ou encore 10e d'une étape sur le Tour d'Uruguay. En décembre, il termine vingtième du Tour du Paraguay. 
En 2011, son équipe court pour la première fois en Afrique, lors du Tour du Maroc. Dans cette épreuve, il obtient pour meilleur classement général une douzième place, sur la sixième étape. Peu de temps après, il termine quatorzième d'une épreuve des Challenges Phosphatiers. 
En 2012, sa formation obtient le statut d'équipe continentale. Plus jeune dirigeant d'équipe professionnelle, il continue à concourir des épreuves cyclistes, malgré son statut officieux de manager de l'équipe. 
Il met un terme à sa carrière sportive en 2015. À compter de la saison 2016, son équipe passe sous pavillon slovène. En 2017, elle obtient une licence bolivienne.

## Palmarès
- 2007
  - 2e de Mendoza-San Juan
- 2008
  - 3e du Criterium de Apertura

## Classements mondiaux
| Année           | 2012 |
| --------------- | ---- |
| UCI Africa Tour | 82e  |